# Дітеріхс Михайло Михайлович
Миха́йло Миха́йлович Ді́теріхс (нар. 10 (22) листопада 1871,Одеса — пом. 12 січня 1941, Москва)  — видатний вчений лікар, хірург. Професор Київського університету св. Володимира.

## Біографія
Народився 10 (22) листопада 1871 року в місті Одеса. Навчався на природничому відділенні фізико-математичного факультету Санкт-Петербурзького та Київського університетів. Закінчив Імператорську Військово-медичну академію в 1898 був залишений при клініці Миколи Вельямінова. З 1912 по 1919 роки — професор Київського університету св. Володимира. Проживав в Києві особняку по вулиці Тимофіївській, 3. Будівля особняка є пам'ятником архітектури.
У 1919 — 1924 роках викладав в Кримському університеті. Один із засновників Кубанського медичного інституту, де він працював в 1924 — 1929 роках. Товариш і колега професора Миколи Войцехівського. З 1934 року професор, завідувач кафедри 3-го Московського медичного інституту.

## Наукова діяльність
Займався дослідженнями захворювань суглобів. Проводив велику науково-практичну роботу в Центральному інституті курортології в Москві (1929 — 1934). Результати робіт у цій області узагальнив у своїй монографії «Введення в клініку захворювань суглобів» (1937). Дітеріхс разом зі своїм учителем Вельяміновим був піонером сонячного лікування кісткового туберкульозу. Великим є внесок Михайла Дітеріхса у військово-польову хірургію; запропонована ним транспортна шина при переломах стегна широко застосовується у військово-санітарної практиці. Працював також у галузі легеневої хірургії. Досліджував історію медицини.

## Наукові праці
- Послеоперационный период, 1924;
- Хирургическое лечение туберкулеза легких, 1926;
- История лечения огнестрельных ран, «Вестник хирургии», 1934;
- Механические повреждения, требующие полевой хирургической помощи, их классификация, методика исследования первичной обработки и лечения. «Военно-полевая хирургия врача войскового района, 1938»;
- Осложнение огнестрельных ран развитием инфекции и меры борьбы с последней. «Военно-полевая хирургия врача войскового района, 1938»;
- та інші.